# Astacilla sawayae
Astacilla sawayae là một loài chân đều trong họ Arcturidae. Loài này được Moreira miêu tả khoa học năm 1973.